# Beba-Me
Beba-Me é o segundo álbum ao vivo da cantora e compositora brasileira Elza Soares, lançado em outubro de 2007 pela gravadora Biscoito Fino.

## Antecedentes
Após lançar Vivo Feliz (2003), Elza Soares ficou anos sem gravar um novo álbum, embora tenha continuado a fazer shows. Em 2007, a cantora foi hospitalizada com uma diverticulite. Durante a recuperação, Elza partiu para a gravação de um álbum ao vivo.

## Gravação
O álbum foi gravado em março de 2007 no Sesc Vila Mariana, São Paulo, com repertório selecionado juntamente com José Miguel Wisnik, Wadim Nikitim, Nando Duarte e José Gonzaga. Na gravação, Elza Soares estava com uma bolsa de colostomia, com uma cinta que foi enrolada em sua cintura com a ajuda de Anderson Lugão, então namorado da cantora. Em entrevista a Folha de Londrina, a cantora disse:
Você não tem ideia da dor que eu estava sentindo, fiz tudo pra que ninguém percebesse. E acho que consegui. Até com dor se sorri. Tudo em nome do amor, da paz, da arte, da vida.
O repertório reuniu músicas já gravadas por Elza desde Se Acaso Você Chegasse (1960) até Vivo Feliz (2003). Apesar da predominância de samba, o projeto também tem influência de outros gêneros, como o rap.

## Lançamento
Beba-Me foi lançado em agosto de 2007 pela gravadora Biscoito Fino nos formatos CD e DVD. O projeto foi o primeiro da carreira de Elza a ser lançado em DVD. Em 2020, foi lançada uma edição de luxo digital do projeto, com uma nova capa e a inclusão de todas as faixas gravadas no show e até então disponíveis apenas na versão em vídeo.

## Faixas
Edição de luxo (2020)
1. "Meu Guri"
2. "Dura na Queda"
3. "Estatutos da Gafieira"
4. "Cartão de Visita"
5. "Pra que Discutir com Madame"
6. "O Neguinho e a senhorita"
7. "Exagero"
8. "Dor de Cotovelo"
9. "Volta Por cima/Fadas"
10. "Flores Horizontais"
11. "Pranto Livre"
12. "Palmas no Portão"
13. "Lata D’Água"
14. "A Carne"
15. "Teleco-teco"
16. "Teleco-teco 2"
17. "Contas"
18. "Se Acaso Você Chegasse"
19. "Beija-me (Beba-me)"
20. "Rap da Felicidade"
21. "Malandro"
22. "Salve a Mocidade"